# Cui Xingwu
 (février 2024).
Cui Xingwu (崔兴武) est un général chargé de la défense de la province du Jehol durant la seconde guerre sino-japonaise (1937-1945). Il fait cependant défection et rejoint les Japonais en intégrant l'armée impériale du Mandchoukouo.
Il est officier dans la 55e armée du Jehol sous les ordres de Tang Yulin. En février 1933, à la tête de la 9e brigade de cavalerie à Kailu, il rejoint les Japonais avec son unité entière. Plus tard, en avril, avec les forces de Liu Guitang et de Li Shouxin et la 4e brigade de cavalerie japonaise, Cui avance vers la Cháhāěr où ses troupes capturent plusieurs villes avant d'être défaites et repoussées par l'armée anti-japonaise populaire du Cháhāěr.

## Sources
- Jowett, Phillip S., Rays of The Rising Sun, Armed Forces of Japan’s Asian Allies 1931-45, Volume I: China & Manchuria, 2004. Helion & Co. Ltd., 26 Willow Rd., Solihul, West Midlands, England.
- 中国抗日战争正面战场作战记 (China's Anti-Japanese War Combat Operations), Guo Rugui, editor-in-chief Huang Yuzhang, Jiangsu People's Publishing House, 2005  (ISBN 7-214-03034-9) ((zh) lire en ligne)